# Bitwa pod Vauchamps
Bitwa pod Vauchamps – starcie zbrojne, które miało miejsce 14 lutego 1814 roku podczas wojen napoleońskich w ramach tzw. kampanii sześciodniowej Napoleona.
Bitwa stoczona została w pobliżu miejscowości Vauchamps przez armię francuską (18 tys. żołnierzy) dowodzoną przez Napoleona z armią pruską (30 tys. żołnierzy) dowodzoną przez feldmarszałka Blüchera. Klęska Prusaków była zupełna – stracili w walce 9 tys. żołnierzy, a ponadto Francuzi wzięli 5 tys. jeńców oraz zdobyli 20 dział. Straty francuskie wyniosły 600 żołnierzy.